# Grupo Audiovisual de Medios de Producción
Grupo Audiovisual de Medios de Producción (GAMP) es un consorcio fundador y propietario de La Sexta.
Fue constituido en 2005 a iniciativa de Globomedia y Mediapro para obtener la licencia de otro canal de televisión privado en España. Estas dos productoras audiovisuales controlan, respectivamente, el 40 y el 38% de las acciones del GAMP. Las otras productoras que lo componían en un principio eran Drive (10%), El Terrat (7%) y Bainet (5%). Tras lograr la concesión nació La Sexta, de la que poseía el 60%. Tras la fusión de Grupo Antena 3 y Gestora de Inversiones Audiovisuales La Sexta, Imagina Media Audiovisual pasó a controlar el 6,49% del accionariado de Atresmedia (su participación en el accionariado de Antena 3 es directa con un 2,85% e indirecta a través de la sociedad del Grupo Audiovisual de Medios de Producción o GAMP con un 3,63%).
Actualmente el GAMP incorporará a su accionariado a la caja de ahorros vasca Bilbao Bizkaia Kutxa (BBK), con un 5%. Asimismo rebajará su capital en La Sexta hasta el 51%, siendo el resto para un fondo de inversión español. El 40% restante sigue siendo de Televisa.
- Datos: Q5886066